# Johann Anton Leisewitz

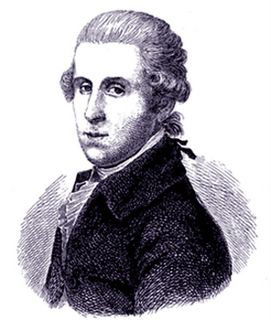
Johann Anton Leisewitz

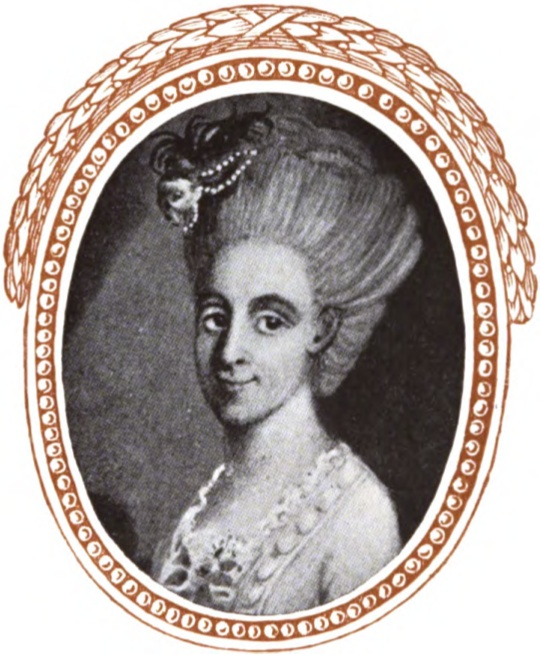
Seine Frau Sophie Leisewitz, geb. Seyler

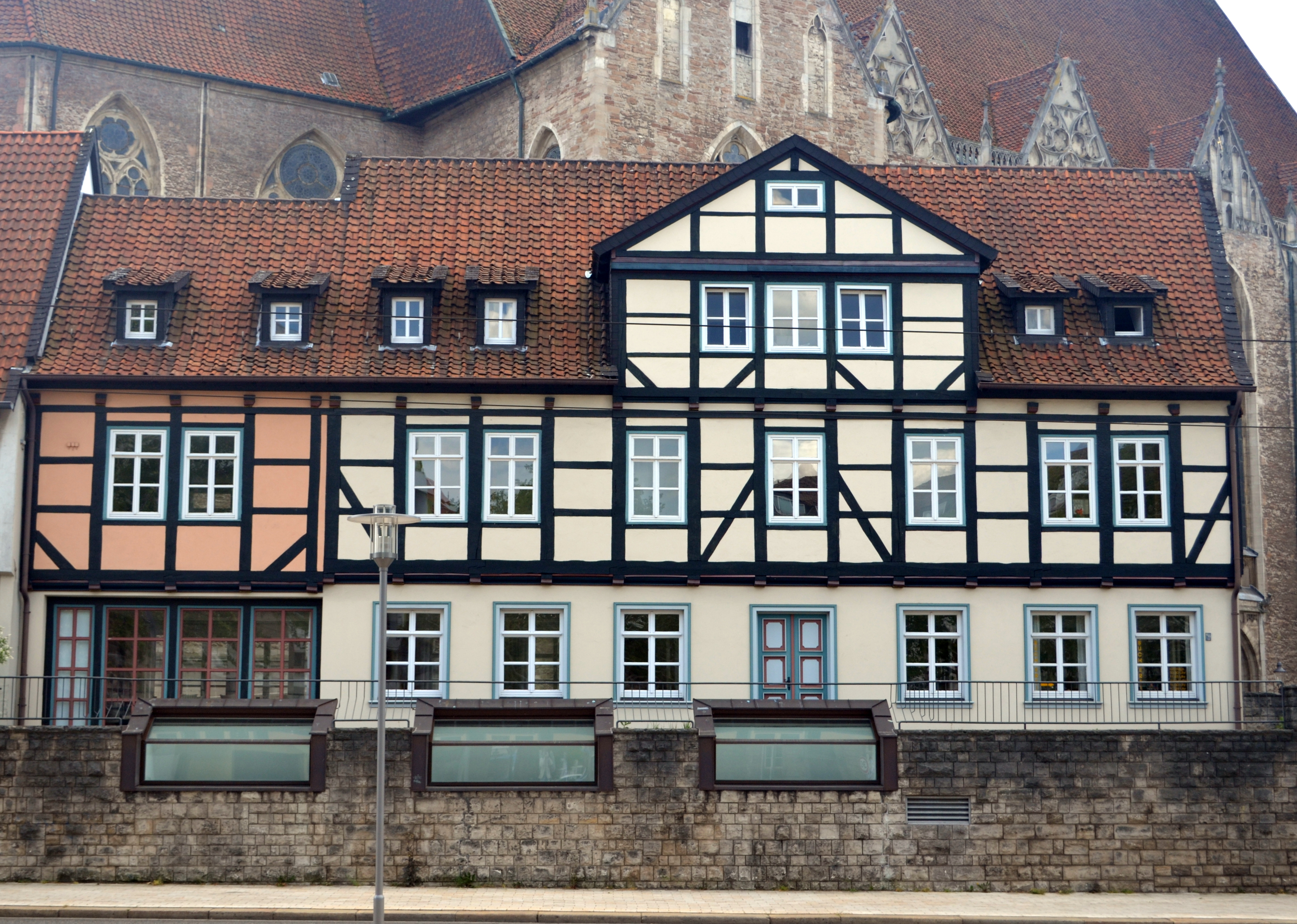
Das nach Leisewitz benannte Leisewitz-Haus in dem er mit seiner Ehefrau bis zu seinem Tode wohnte.

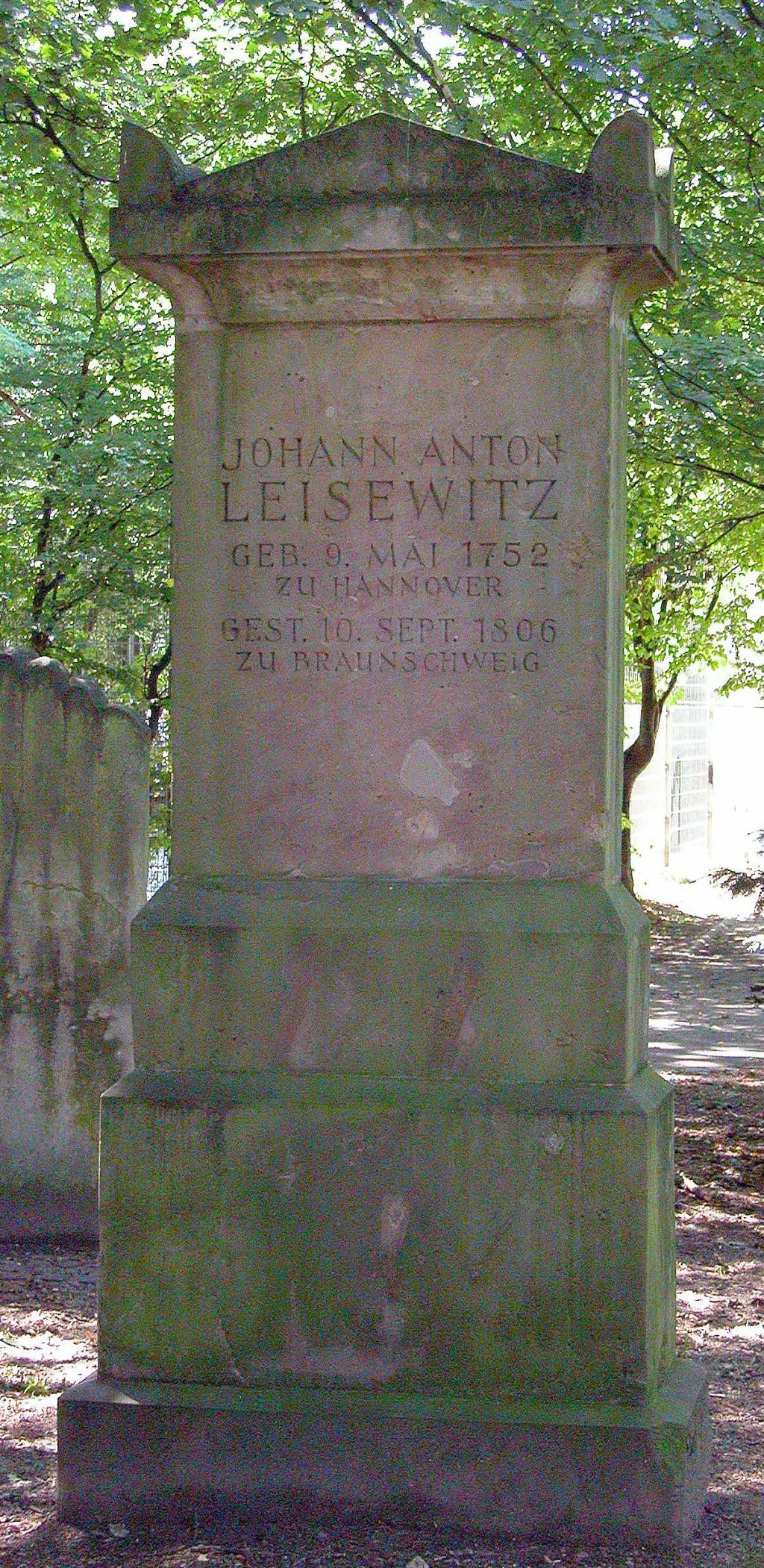
Grabstein auf dem Martinifriedhof in Braunschweig

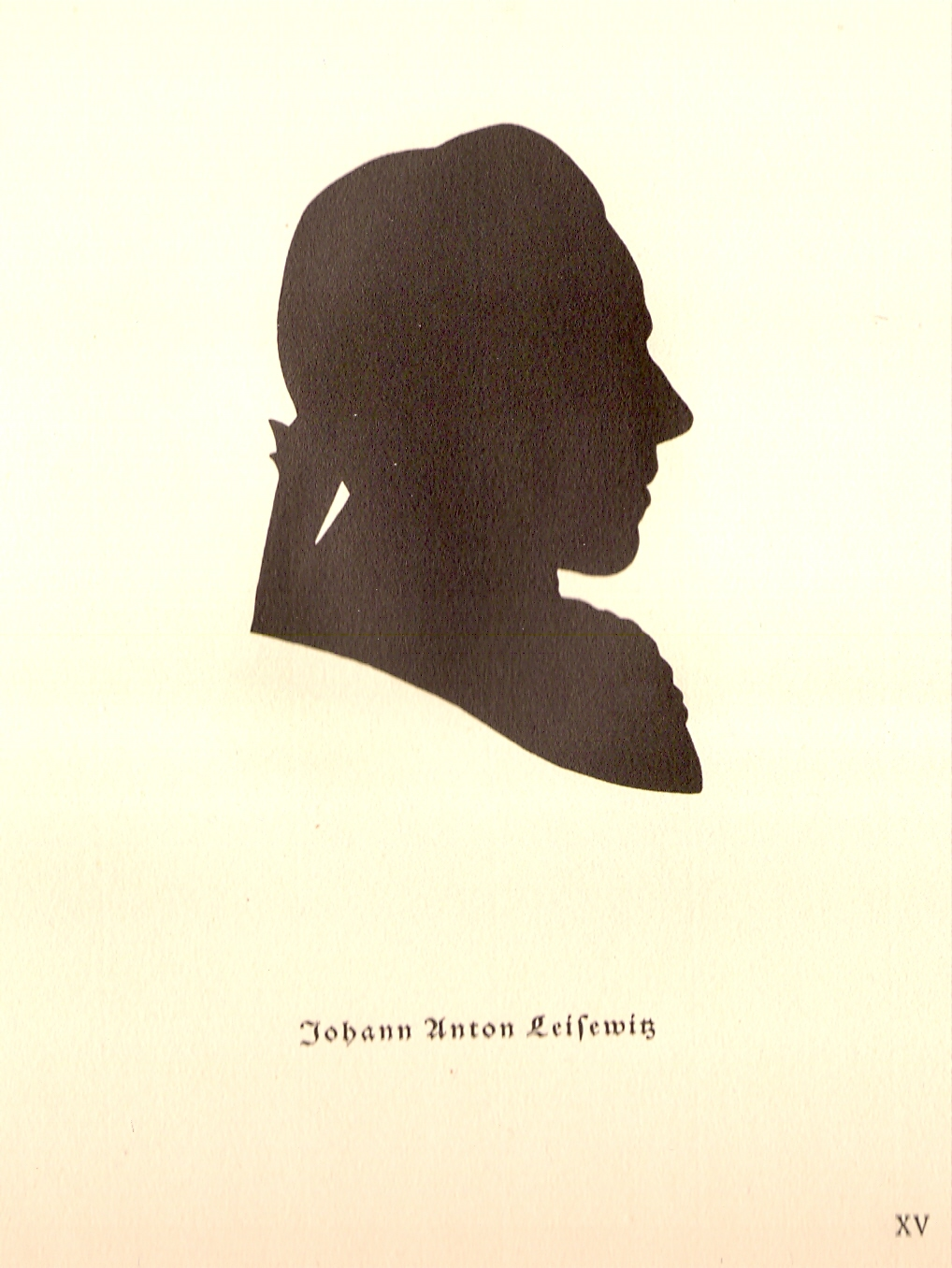
Silhouette von Leisewitz aus der Sammlung Johann Heinrich Voß

Johann Anton Leisewitz (* 9. Mai 1752 in Hannover; † 10. September 1806 in Braunschweig) war ein deutscher Schriftsteller und Jurist.

## Leben
Johann Anton Leisewitz war der Sohn eines Weinhändlers. Er verbrachte seine Kindheit und Jugend in Celle. In Göttingen studierte er von 1770 bis 1774 Rechtswissenschaften. Er war Mitglied der Gustav-Loge im unzertrennlichen Concordienorden, die mit dem Studentenorden C.e.T. verbunden war, und trat dort 1774 dem Göttinger Hainbund bei. 
Bei einem Preisausschreiben des Theaterdirektors Konrad Ernst Ackermann und seiner Ehefrau Sophie Charlotte Schröder wurde Leisewitz 1775 von Friedrich Maximilian Klinger besiegt. Sein Trauerspiel Julius von Tarent unterlag Klingers Stück Die Zwillinge. Als aber zu Ostern 1776 Gotthold Ephraim Lessing das Leisewitz-Stück las, vermutete er ob der Genialität die Autorschaft Johann Wolfgang Goethes. Julius von Tarent begründete die Bekanntheit Leisewitz’ als Schriftsteller und gilt auch heute noch als eines der bedeutendsten Theaterstücke des Sturm und Drang.
Nach erfolgreichem Studienabschluss ließ sich Leisewitz 1775 in Braunschweig als Jurist nieder. Aus dieser Zeit stammen seine Kontakte (Briefwechsel) zu Lessing, Johann Joachim Eschenburg, Jakob Mauvillon u. a. In Braunschweig war er Mitglied des 1771 gegründeten Argonauten-Ordens, der 1779 in einem Tagebucheintrag Erwähnung findet. 
Im Jahre 1776 hielt sich Leisewitz längere Zeit in Berlin auf und schloss dort auch Bekanntschaft mit Friedrich Nicolai. 
1780 besuchte Leisewitz Goethe in Weimar. Wahrscheinlich dank Fürsprache Goethes wurde Leisewitz 1786 zum Hauslehrer des späteren Herzogs Ferdinand von Braunschweig-Lüneburg berufen. Vier Jahre später war Leisewitz Mitglied der Regierung in Braunschweig.
1801 avancierte Leisewitz zum Geheimen Justizrat und als solcher leitete er ab 1805 als Präsident das Obersanitätskollegium. Im Alter von 54 Jahren starb Johann Anton Leisewitz am 10. September 1806 in Braunschweig. In seinem Testament verfügte Leisewitz die Vernichtung seines gesamten literarischen Nachlasses.
Er heiratete 1781 in Hamburg Sophie Marie Katharina Seyler (1762–1833), Tochter des Theaterprinzipals Abel Seyler, Nichte und Pflegetochter des Naturforschers J.G.R. Andreae und Schwester des Bankiers Ludwig Erdwin Seyler. Sie wurden bereits 1777 verlobt; er war damals 25 und sie 15 Jahre alt. Beide wohnten bis zu Leisewitz' Tod im später nach ihm benannten Leisewitz-Haus.

## Werke
- Die Pfandung (dramatische Szene), 1775
- Der Besuch um Mitternacht (dramatische Szene), 1775
- Julius von Tarent (Trauerspiel), 1776
- Selbstgespräch eines starken Geistes in der Nacht (dramatisches Fragment), 1776
- Konradin (dramatisches Fragment), 1776
- Alexander und Hephästion (dramatisches Fragment), 1776
- Rede eines Gelehrten an eine Gesellschaft Gelehrter (Satire), 1776
- Geschichte der Entdeckung und Eroberung der Kanarischen Inseln (Übersetzung aus dem Englischen), 1777
- Nachricht von Lessing's Tod (Brief an Lichtenberg), 1781
- Über die bei Einrichtung öffentlicher Armenanstalten zu befolgenden Grundsätze, 1802